# GołAZ
GołAZ (ros. Голицынский автобусный завод, w skrócie ГолАЗ; Golicynskij Awtobusnyj Zawod) – rosyjski producent autobusów.

## Historia i opis fabryki
We wrześniu 1989 roku na podstawie rezolucji Rady Ministrów ZSRR, dyrektor naczelny państwowego koncernu Awtrocam podpisał z niemiecką firmą Mercedes-Benz list intencyjny dotyczący uruchomienia produkcji licencyjnych autobusów. W 1990 roku podpisano oficjalnie umowę na produkcję autobusów Mercedes-Benz 0.303. W latach 1990–1992 trwała rozbudowa fabryki, jednak przez kryzys wynikający z rozpadu ZSRR wstrzymał na pewien czas prace budowlane, w efekcie czego ponownie budowa ruszyła dopiero w kwietniu 1993 roku. Do końca roku udało się jednak zbudować serię próbną, 25 autobusów 0.303. Seryjna produkcja autobusów pod nazwą GołAZ 0.303 „Witjaź” ruszyła na początku 1994 roku. Jesienią 1994 roku zmontowano pilotażową serię przegubowych autobusów miejskich, opartych na konstrukcji Mercedesa-Benza 0.405G. W 1995 roku rozpoczęła się seryjna produkcja tych autobusów pod nazwą GołAZ AKA 5225 i 6226 „Rossijanin”. W 1998 roku w związku z kryzysem ekonomicznym w Rosji firma postanowiła wprowadzić do produkcji tanie autobusy lokalne na podwoziach ciężarówek. W 1999 roku pojawił się 9,5-metrowy GołAZ 4242 na podwoziu samochodu ZiŁ. We wrześniu 2000 roku firma została wykupiona przez koncern RusPromAwto. Fabryce GołAZ przypadł segment autobusów dalekobieżnych i turystycznych. W 2003 roku zaprezentowano autokar GołAZ 5291 oraz zakończono produkcję autobusów bazujących na licencji Mercedesa oraz małych autobusów lokalnych. W 2005 roku zaprezentowano mały autobus klasy kombi 32XX oraz autokr Cruise.

## Modele
- GołAZ-4242
- GołAZ-4244
- GołAZ AKA-5225
- GołAZ-ACA-52251
- GołAZ/LiAZ-5256
- GołAZ-5291
- GołAZ-5251
- GołAZ-525110
- GołAZ AKA-6226
- GołAZ-6228
- GołAZ-6228.10
- GołAZ-6228

## Galeria

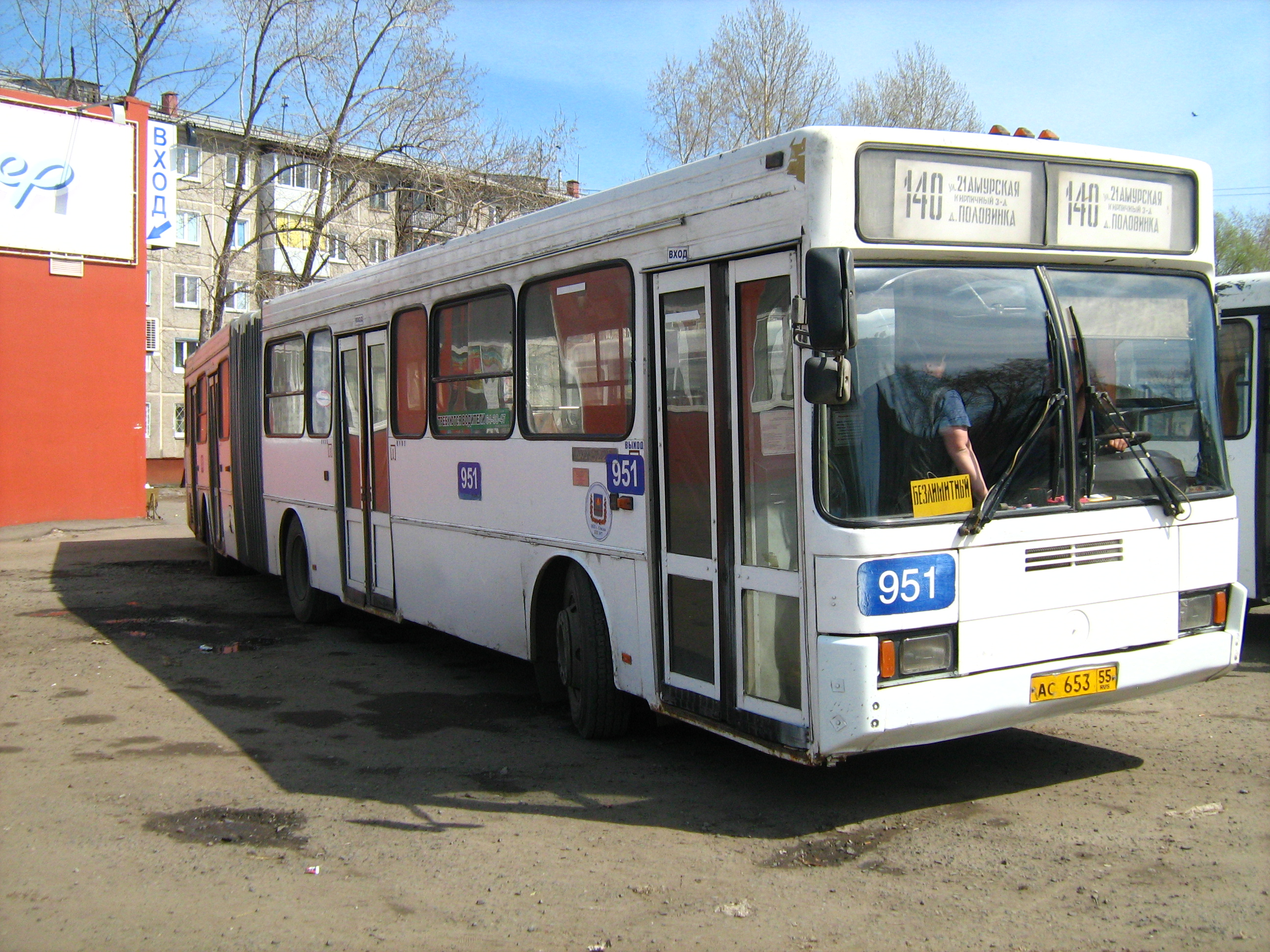
GołAZ AKA-6226 Rossijanin
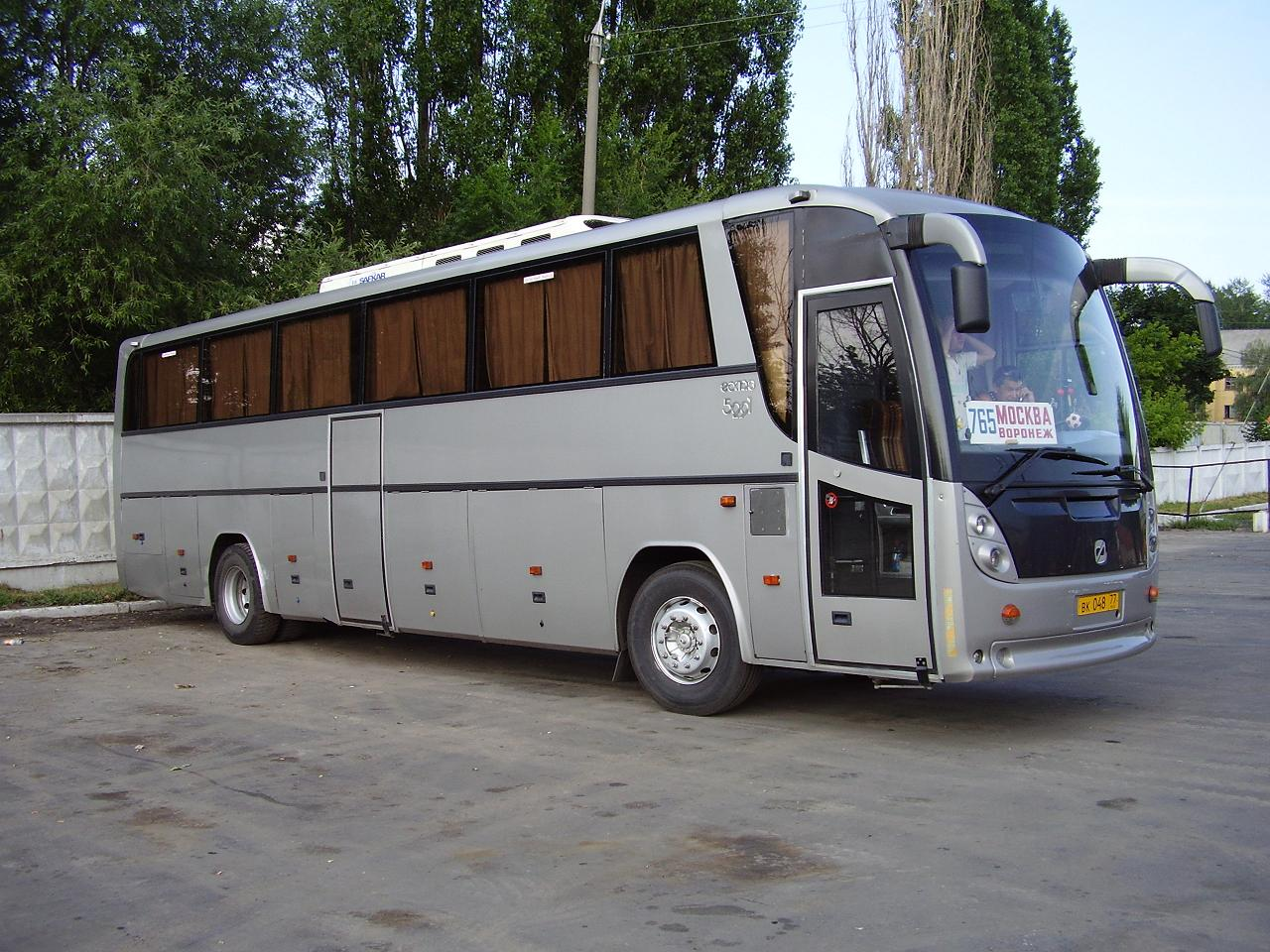
GołAZ-5291 Cruise
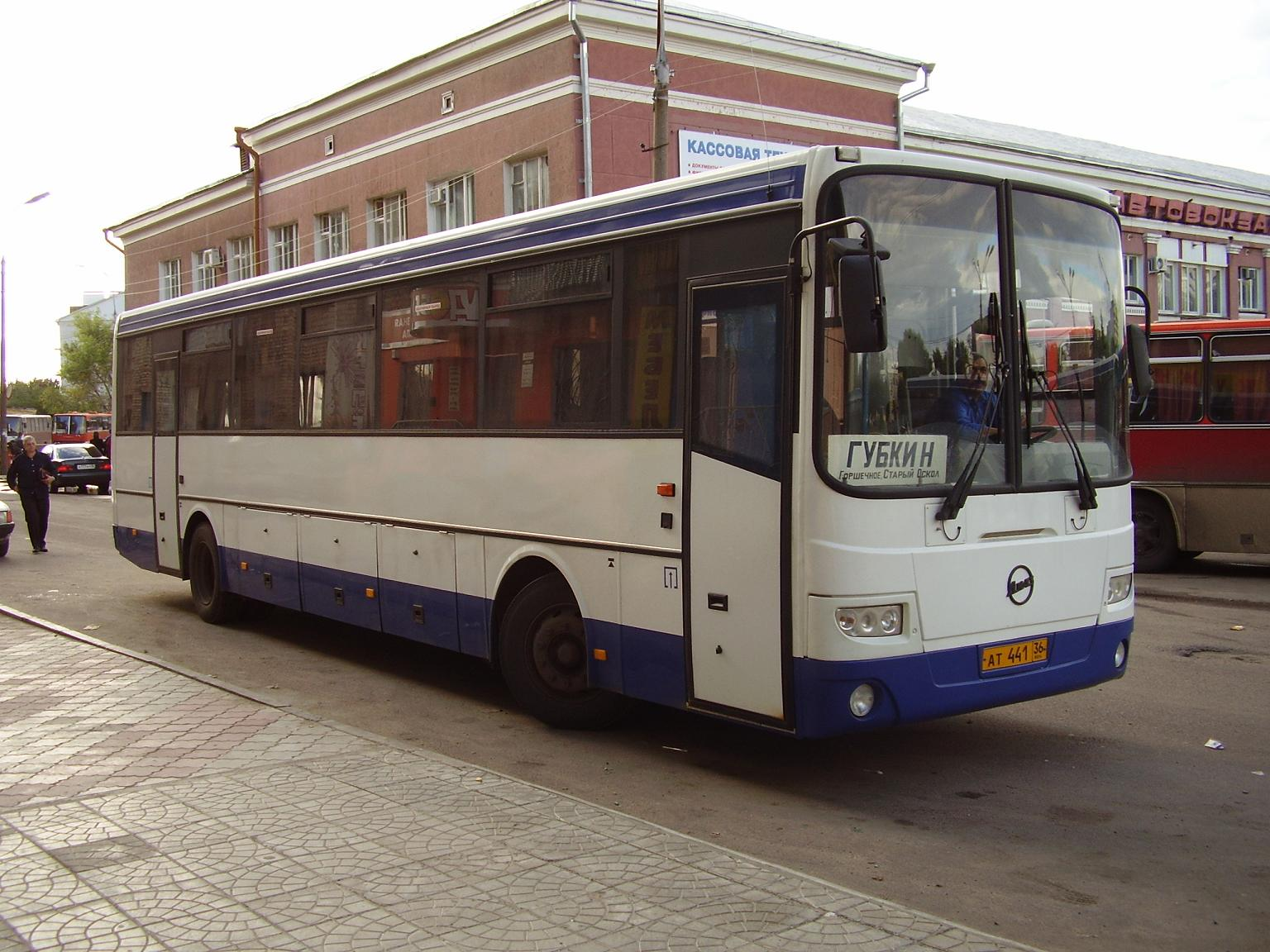
GołAZ-LiAZ-5256
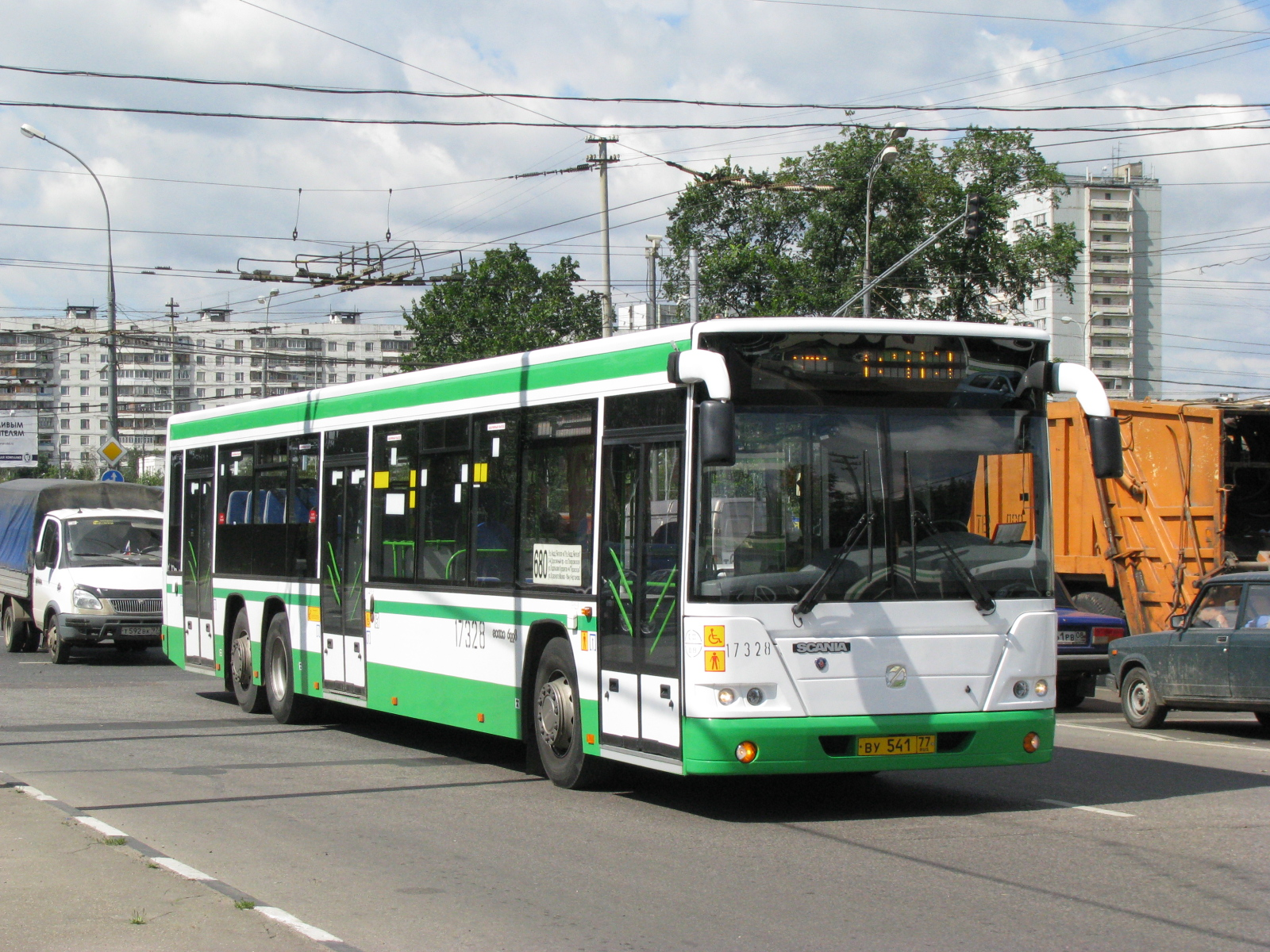
GołAZ-6228
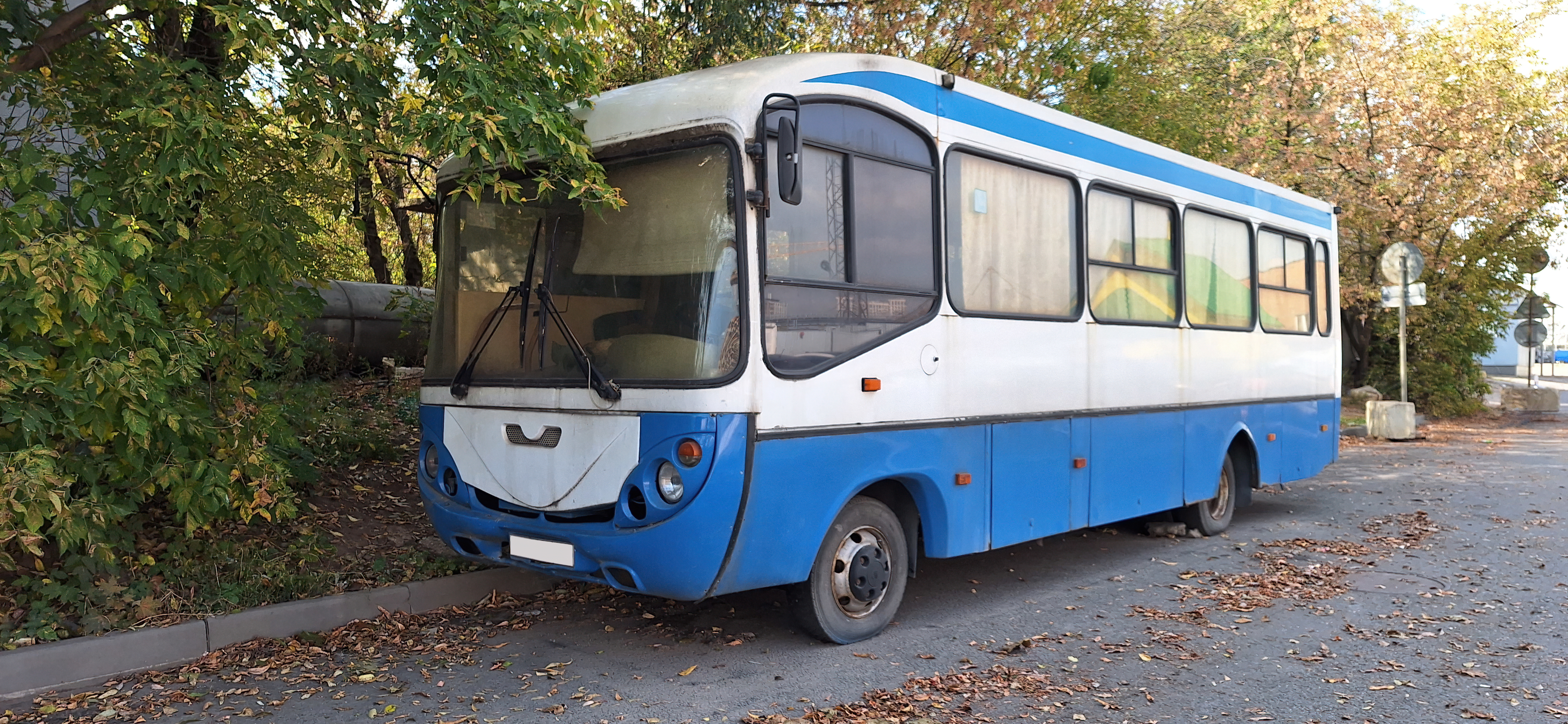
GołAZ-4244